# Charbonnières-les-Sapins
Charbonnières-les-Sapins è un comune francese di 194 abitanti situato nel dipartimento del Doubs nella regione della Borgogna-Franca Contea.

## Società

### Evoluzione demografica
Abitanti censiti